# سیارک ۱۶۲۵۲
سیارک ۱۶۲۵۲ (به انگلیسی: 16252 Franfrost، نامگذاری:2000HQ51) شانزده هزار و دویست و پنجاه و دومین سیارک کشف شده‌است که در ۲۹ آوریل ۲۰۰۰ کشف شد.
قدر مطلق سیارک برابر ۱۸.۶ است.